# French Kissing
«French Kissing» (en español: «Beso francés») es una canción de la cantante alemana Sarah Connor y fue publicada como su segundo sencillo en los países de habla alemana el 20 de agosto de 2001.
Escrita y producida por Rob Tyger y Kay Denar, la canción incorpora un sample de la canción de Blackstreet de 1996, "No Diggity", la cual es interpretada en su versión original junto a Dr. Dre y Queen Pen. También incluye una Línea de bajo de la canción de Eminem del 2000, "Stan" interpretada junto a Dido.
La canción tuvo un éxito moderado llegando al Top 30 en Alemania y Austria, pero no logró posiciones importantes en ningún otro país. Hasta la fecha, "French Kissing" y la canción de 2008 "I'll Kiss It Away" son los únicos sencillos de Connor que no entraron en los veinte primeros de la lista alemana de sencillos.

## Listado de canciones
Sencillo en CD europeo
1. «French Kissing» (Radio/Video) – 3:36
2. «French Kissing» (Divine Dance Rmx) – 3:59

Maxisencillo en CD europeo
1. «French Kissing» (Radio/Video) – 3:36
2. «French Kissing» (Divine Dance Rmx) – 3:59
3. «French Kissing» (Gena B. Good Rmx) – 3:46
4. «French Kissing» (Xtended Version) – 5:02

## Posición en las listas
| Listas (2001)      | Máxima posición |
| ------------------ | --------------- |
| Alemania           | 26              |
| Austria            | 18              |
| Bélgica (Flanders) | 40              |
| Bélgica (Valonia)  | 4               |
| Países Bajos       | 71              |
| Suiza              | 53              |